# Spectatorisme
Le spectatorisme ou spectatoring en anglais, est le fait pour une personne, lors d'une activité sexuelle, de se focaliser sur elle-même tout en entretenant un monologue intérieur critique sur sa propre performance ou ses attributs physiques, et ce au détriment de ses sensations. Le terme spectatoring a été inventé par William Masters et Virginia Johnson, pionniers en matière de sexologie.